# Автомобильная база Министерства обороны РФ
Ордена Красной Звезды Автомобильная база Министерства обороны Российской Федерации (АБ МО РФ) — автотранспортное предприятие, в структуре Министерства обороны, основной задачей которого является обеспечение автотранспортом в повседневной деятельности центральных органов военного управления Министерства обороны, а также обслуживание иностранных военных делегаций, руководящего состава военных округов, групп войск, флотов, прибывающих в Москву по служебной необходимости по заявкам Главного оперативного управления Генерального штаба ВС РФ.

## История

### Формирование Автобазы
Осенью 1918 года образована Служба связи Революционного Военного Совета Республики (РВСР), которая объединила телефонно-телеграфную, самокатную, мотоциклетную и частично автомобильную связь.
Роль автомобилей в составе Службы связи не ограничивалась только экспедицией почты, служебной корреспонденции.
На автомобильные средства и обслуживающий их личный состав все больше возлагались задачи обеспечения оперативных перевозок, обслуживание транспортом должностных лиц военного ведомства.
Приказом Революционного Военного Совета Республики № 162 от 25 октября 1918 года утверждается штат автомобильной части при Штабе РВСР. Приказ подписали: за председателя РВСР — Э. М. Склянский, Главнокомандующий Вооруженными Силами Республики И. И. Вацетис, член РВСР С. И. Аралов, Начальник Полевого штаба РВСР Ф. В. Костяев.
Водители автобазы вместе с известными руководителями Советской республики Н. И. Подвойским, М. Н. Тухачевским, В. А. Антоновым-Овсеенко, М. В. Фрунзе, К. Е. Ворошиловым при их выездах на фронты рискуют жиэнью.
1 мая 1922 года военнослужащие авточасти (гаража) приняли во время парада на Красной площади первую Военную присяу.
К концу 30-х годов уже переименованная из Гаража в Автобазу Наркомата обороны СССР(НКО СССР), автобаза выросла в крупное предприятие со стройной организационно-штатной структурой, высокой технической оснащенностью. Приказом НКО СССР № 62 от 14.04.36 г. был упразднен гараж Автобронетанкового управления РККА, и обслуживание всех управлений и отделов НКО (кроме Разведывательного управления) было сосредоточено в Автобазе НКО СССР.
В 1938 году началось строительство, на улице Пресненский вал дом 9, уникального шестиэтажного здания, в котором автомобили на все этажи могли одновременно заезжать и выезжать по виражному пандусу. По проекту архитектора М. А. Минкуса в здании предусматривался полный комплекс эксплуатации и ремонта автомашин: их стоянка с механизированной мойкой и ремонтными мастерскими.

### Автобаза в годыВеликой Отечественной войны
Перед самым началом Великой Отечественной войны начальником автобазы НКО СССР был назначен полковник В. А. Сергеев, человек с большим военным и производственным опытом. Командовал полком, бригадой, дивизией, работал на Сталинградском тракторном заводе, занимал должности главного механика, главного инженера, директора. Все это помогало решению многих вопросов, связанных с техническим оснащением автобазы, выполнением новых сложных задач, вставших перед ее коллективом с началом военных действий.
С первых дней войны автобаза сформировала несколько автоколонн и отправила их на фронт. Водители обеспечивали не только четкое и оперативное передвижение командования в условиях оборонительных боев, но и доставку к полям сражений представителей Государственного Комитета и Наркомата обороны.
Ветеран Великой Отечественной войны и Вооруженных Сил СССР, кандидат исторических наук, доцент, член Союза журналистов России; полковник в отставке — А. М. Митрохин в своей книге «Ради жизни на земле» подробно описал боевой путь водителя Автобазы А. В. Чучелова, который будучи водителем Г. К. Жукова прошел вместе с маршалом от Москвы до Берлина.
Высокой оценкой ратных и трудовых дел автобазы НКО СССР явилось награждение коллектива автобазы Указом Президиума Верховного Совета СССР от 13 мая 1944 года Орденом Красной Звезды.
Ответственным заданием для автобазы стала работа по обслуживанию Ялтинской конференции в 1945 году. По приказу начальника тыла Красной Армии в Ялту были отобраны 14 лучших водителей автобазы и подготовлено более 20 автомобилей.

### Автобаза в период 1946—2009 гг.
Новые задачи, послевоенного, мирного времени, требовали решения ряда структурно-организационных, кадровых вопросов.
С июня 1946 года автобаза НКО СССР была подчинена Главному штабу Сухопутных войск(ГШ СВ) и стала называться автобазой ГШ СВ. Начальником автобазы был назначен Герой Советского Союза,генерал-майор А. В. Гладков
Развитие автобазы в этот период идет быстрыми темпами. Для обеспечения автобазы высококвалифицированными кадрами при автобазе создается учебно-технический центр. В центре подготавливают как водителей профессионалов, так и специалистов по ремонту и обслуживанию автотранспорта.
Выделяется в самостоятельное структурное подразделение в составе АБ МО РФ — авторемонтная база (АРБ).
Созданные производственные комплексы значительно расширили производственно-технические возможности базы. Возможности улучшить условия труда и создать в ремонтном производстве единую технологическую цепочку — замкнутый цикл капитального и среднего ремонта автомобилей.
В 1961 году автобазу пригласили на ВДНХ для участие в тематической выставке «Механизация технического обслуживания и ремонта автомобилей и восстановление автомобильных шин». На выставке была представлена изобретенная и запущенная первая в СССР (авторское свидетельство№ 134146) автоматизированная линия мойки и сушки автомобилей.
За представленные на выставке экспонаты автобаза награждена Дипломом 1-й степени, а разработчики, более 25 человек, награждены медалями, из них трое: Межеумов Ф. М., Иванов Н. Х., Онищенко В. Ф. — золотыми.
С 1975 года автобаза принимала участие в ежегодном конкурсе «За безопасность движения», который проводится среди всех автопредприятий города Москвы. Более шестидесяти водителей автобазы в разные годы были удостоены почетного звания «Лучший водитель города Москвы»
С 1968-1986гг. личный состав Автобазы принимал участие в проводимых министром обороны учениях «Днепр», «Запад», «Юг», «Океан» и др.
В 2009 году Автобаза Министерства обороны как структурное подразделение Министерства обороны упраздняется. Большая часть техники, структурные единицы, территории и недвижимость переходит в ведение 147 автомобильной базы Министерства обороны.
В 2024 году был создан Гимн 147-й автомобильной базы Министерства Обороны Российской Федерации, музыку к которому написал Евгений Красножен, на слова Павла Папина и Евгения Красножен. Гимн 147-й впервые прозвучал «12» июля 2024 года в честь 80-летия автомобильной базы МО РФ .  в исполнении артистов вокально-инструментального ансамбля «Лейся, песня» Владимира Калмыкова, Анатолия Мешаева, Екатерины Ефименко, Николая Волегова.. 